# Arceuthobium vaginatum
Arceuthobium vaginatum, chamado de "visco-anão-com-bainha" ou "visco-anão-do-sudoeste", é uma planta parasita encontrada no sudoeste dos Estados Unidos e no noroeste e centro do México. Geralmente é encontrado em pinheiros (Pinus spp).